# O Perfeito Jogador de Xadrez ou Manual Completo deste Jogo
O Perfeito Jogador de Xadrez ou Manual Completo deste Jogo é o primeiro livro de Xadrez publicado no Brasil. O livro foi escrito por Henrique Velloso d’Oliveira e publicado por Laemmert em 1850. O autor ordenou a obra com uma parte algo misteriosa, na qual apareciam “40 fins de partidas e casos difíceis fornecidos por um consumado ‘Calculista Brasileiro”.